# Marie-Claude Varaillas
Marie-Claude Varaillas, née le 18 décembre 1950, est une femme politique française, membre du Parti communiste français. Elle est sénatrice de la Dordogne depuis les élections sénatoriales du 27 septembre 2020.

## Biographie
Fille d'un cheminot et d'une mère au foyer, Marie-Claude Varaillas travaille à la mairie d'Orly en Île-de-France pendant treize ans, puis à la mairie de Saint-Léon-sur-l'Isle en Dordogne. Elle occupe ensuite le poste de directrice générale des services à la mairie de Boulazac jusqu'à son départ à la retraite,.
Habitant à Bassillac, elle se présente plusieurs fois aux élections municipales dans sa commune mais n'accède pas à la fonction de maire. En mars 2015, elle est élue conseillère départementale dans le canton d'Isle-Manoire avec son binôme Jacques Auzou, maire de Boulazac. En avril, elle devient vice-présidente du conseil départemental, chargée du logement, fonction qu'elle exerce jusqu'en octobre 2020,.
Candidate aux élections sénatoriales de 2020, elle est élue, devançant Jean-Pierre Cubertafon de 27 voix. Elle est la première femme élue sénatrice de la Dordogne sous la Ve République, la précédente étant la communiste Jeanne Vigier en 1946, sous la IVe République,.
Elle siège au groupe communiste, républicain, citoyen et écologiste (CRCE).

## Mandats électifs
- Sénatrice de la Dordogne depuis le 27 septembre 2020.
- Conseillère départementale de la Dordogne depuis le 29 mars 2015.
- Vice-présidente du Conseil départemental de la Dordogne chargée du logement, de 2015 à 2020.
- Conseillère municipale de Bassillac entre 2008 et 2020.